# Mario Roncoroni
Mario Roncoroni (1881 – 1953) è stato un attore e regista cinematografico italiano attivo all'inizio del '900 durante l'era del cinema muto.
Durante gli anni '20 lavorò nell'industria cinematografica spagnola come regista di diverse pellicole. 
Inizia la sua carriera come attore in film come Giovanna D'Arco e Torquato Tasso passando poi al ruolo di regista nelle pellicole Filibus e La Nave.